# Paul von Hase
Pour les articles homonymes, voir Hase.
Karl Paul Immanuel von Hase, né le 24 juillet 1885 à Hanovre et exécuté le 8 août 1944 à la prison de Plötzensee à Berlin, est un général allemand qui a servi au sein de la Wehrmacht pendant la Seconde Guerre mondiale.

## Biographie
Il est le fils d'un médecin Paul von Hase (1840-1918) et de Friederike Sperber (1849-1943) et petit-fils du théologien et historien Karl von Hase (de) (1800-1890). L'un de ses grands-pères était l'éditeur Gottfried Christoph Härtel, un de ses neveux est le théologien Dietrich Bonhoeffer.
Il épouse le 14 décembre 1921 à Neustrelitz, la baronne Margarethe von Funck (27 avril 1898 à Jelgava, Lettonie et décédé le 25 novembre 1968 à Vilafranca del Penedès, près de Barcelone, en Espagne), la fille du capitaine Carl von Funck, chef du district de Mittau en Courlande, et Ella Kassack.
Il reçoit son abitur en 1904. Il étudie le droit à l'Université de Berlin. En 1905 il devient volontaire dans le 1er régiment de grenadiers de la Garde. Il suit une formation d'officier et le 27 janvier 1907 il devient lieutenant. Durant la Première Guerre mondiale il commande plusieurs sections.
Après la guerre il devient capitaine dans la Reichswehr. En mai 1920, il sert comme commandant de compagnie dans le 51e régiment d'infanterie à Potsdam. Le 1er avril 1928, il est nommé major et le 1er février 1933 il devient lieutenant-colonel. En février 1934, il devient commandant du 2e Bataillon dans le 5e Régiment d'Infanterie. Le 1er avril 1938 il devient Major Général. Il est proche du prince Georges de Saxe (1893-1943) qui renonça à ses droits dynastiques pour enter dans la Compagnie de Jésus.
Durant la Seconde Guerre mondiale, il commande la 46e Division d'infanterie jusqu'au 24 juillet 1940. Il prend la tête du 56e division d'infanterie.
Commandant de la ville de Berlin, Karl Paul von Hase participa au complot de Claus von Stauffenberg contre Adolf Hitler. L'attentat du 20 juillet 1944 ayant échoué Hase ordonne au Major Otto Ernst Remer de la Panzergrenadier Division Grossdeutschland de sceller le quartier du gouvernement à Berlin dans une tentative de coup d'état. Remer ne suivit pas ces ordres et Hase fut arrêté par la Gestapo le soir même alors qu'il dînait chez Joseph Goebbels.
Il fut jugé par un tribunal spécial qui le condamna à mort, par pendaison, le 8 août 1944, sentence exécutée le jour même à la prison de Plötzensee à Berlin.

## Promotions
| Fähnrich        | 18 octobre 1906  |
| Leutnant        | 27 janvier 1907  |
| Oberleutnant    | 4 juillet 1914   |
| Hauptmann       | 18 août 1915     |
| Major           | 1er avril 1928   |
| Oberstleutnant  | 1er février 1933 |
| Oberst          | 1er février 1935 |
| Generalmajor    | 1er avril 1938   |
| Generalleutnant | 1er avril 1940   |

## Décorations
- Croix de fer[2] (1914)
  - 2e Classe
  - 1re Classe
- Insigne des blessés[2] (1914)
  - en Noir [2]
- Croix de chevalier de l'Ordre de Friedrich August 1re Classe avec glaives [2]
- Croix hanséatique de Hambourg [2]
- Agrafe de la Croix de fer (1939)
  - 2e Classe
  - 1re Classe
- Médaille de service de la Wehrmacht 4e à 1re Classe
- Croix du mérite de guerre
  - 2e Classe avec glaives
  - 1re Classe avec glaives
- Croix allemande en Argent le 30 décembre 1943 [3]